# فرت میوزیک
فرت میوزیک (انگلیسی: Ferret Music) یک ناشر موسیقی مستقل آمریکایی بود که در سال ۱۹۹۶ توسط کارل سورسون ایجاد گردید و اکنون تبدیل به زیرمجموعه گروه موسیقی وارنر شده است.